# 박성수 (1964년)
박성수(朴星洙, 1964년 8월 25일 ~ )는 대한민국의 법조인, 정치인이다. 민선7기 서울 송파구청장이다.

## 학력
- 1976년 서울종암국민학교 졸업
- 1979년 서울대학교 사범대학 부설중학교 졸업
- 1982년 용문고등학교 졸업
- 1986년 서울대학교 법학과 학사
- 1989년 고려대학교 대학원 법학 석사
- 2010년 고려대학교 대학원 국제법 박사(법학박사)

## 경력
- 1991년 10월 제33회 사법시험 합격
- 1994년 2월 제23기 사법연수원 수료
- 1994년 3월 인천지방검찰청 검사
- 1996년 3월 광주지방검찰청 목포지청 검사
- 1997년 8월 서울중앙지방검찰청 검사
- 2000년 2월 춘천지방검찰청 강릉지청 검사
- 2001년 8월 서울북부지방검찰청 검사
- 2003년 2월 러시아 모스크바대학교 법과대학 연수
- 2004년 2월 서울북부지방검찰청 검사
- 2005년 2월 수원지방검찰청 검사
- 2005년 9월 대통령비서실 민정수석실 법무행정관
- 2007년 4월 대통령비서실 법무비서관
- 2008년 2월 서울고등검찰청 검사
- 2009년 2월 제51회 사법시험 출제위원
- 2009년 8월 미국 컬럼비아대학교 한국법연구소 국제통상과정 수료(비정규과정)
- 2010년 8월 인천지방검찰청 부천지청 부장검사
- 2010년 10월 법조협회 논문심사위원
- 2011년 9월 울산지방검찰청 부장검사
- 2012년 3월 ~ 2013년 5월 민주통합당 서울특별시당 송파구 갑 지역위원회 위원장
- 2012년 8월 ~ 2018년 5월 서울특별시 법률고문
- 2013년 5월 ~ 2014년 3월 민주당 서울특별시당 송파구 갑 지역위원회 위원장
- 2014년 2월 ~ 2015년 2월 법무법인 세정 대표변호사
- 2014년 3월 ~ 2015년 12월 새정치민주연합 서울특별시당 송파구 갑 지역위원회 위원장
- 2015년 2월 경기도 부천시 고문변호사
- 2015년 3월 법무법인 정률 구성원 변호사
- 2015년 3월 ~ 2016년 2월 동국대학교 법과대학 겸임교수
- 2015년 3월 ~ 2015년 12월 새정치민주연합 법률위원장
- 2015년 12월 ~ 2016년 8월 더불어민주당 법률위원장
- 2015년 12월 ~ 2018년 5월 더불어민주당 서울특별시당 송파구 갑 지역위원회 위원장
- 2017년 1월 ~ 2018년 6월 법무법인 정률 대표변호사
- 2017년 3월 ~ 2018년 6월 중앙대학교 법학전문대학원 겸임교수
- 2017년 11월 ~ 2018년 6월 금융감독원 금융분쟁조정위원회 전문위원
- 2018년 2월 ~ 사람사는세상 노무현재단 감사
- 2018년 7월 ~ 2022년 6월 제13대 서울특별시 송파구청장(민선 7기, 더불어민주당, 초선)
- 2019년 10월 ~ 2022년 6월 송파문화재단 이사장
- 2021년 7월 제5대 혁신교육지방정부협의회장
- 2022년 3월 초대 백제역사문화권 지방정부협의회장
- 2023년 1월 ~ 법무법인(유한) 정률 대표변호사
- 2023년 11월~2024년 3월: 제22대 국회의원 선거 서울 송파구 병 더불어민주당 국회의원 예비후보

## 역대 선거 결과
|  | 43.80% |

|  | 41.66% |

|  | 57.04% |

|  | 41.71% |

## 소속 정당
| 소속 정당 | 소속 정당      | 소속 기간 | 비고      |
| --------- | -------------- | --------- | --------- |
|           | 민주통합당     | 2012~2013 | 정계 입문 |
|           | 민주당         | 2013~2014 | 당명 변경 |
|           | 새정치민주연합 | 2014~2015 | 합당      |
|           | 더불어민주당   | 2015~현재 | 당명 변경 |